# Зелёное (Шосткинский район)
Зелёное (укр. Зелене; до 2024 года — Майское) — село,
Степновский сельский совет,
Шосткинский район,
Сумская область,
Украина.
Код КОАТУУ — 5925683702. Население по переписи 2001 года составляло 28 человек.

## Географическое положение
Село Майское находится на правом берегу безымянной речушки, которая через 3,5 км впадает в реку Бычиха,
ниже по течению на расстоянии в 1,5 км расположено село Феофиловка.